# NAMUR-sensor
NAMUR-sensoren worden algemeen toegepast in de apparatenbouw en gevaarlijke omgevingen zoals raffinaderijen en chemische fabrieken.
Het begrip NAMUR kan soms voor spraakverwarring zorgen omdat er ook andere typen NAMUR apparatuur is, bijvoorbeeld schakelaars, maar meestal wordt een 4-20mA sensor of transmitter bedoeld die bij algemene fouten zijn uitgangssignaal aanpast volgens NAMUR standaard NE43.
Een dergelijke sensor kent de volgende niveaus in het uitgangssignaal:
- << 3,6mA; draadbreuk of storing
- 3,8mA; Proceswaarde lager dan ondergrens sensor of kalibratie
- 3,8-20,5mA; Meetsignaal indien geen storing, normaal binnen 4-20 mA
- 20,5 mA; Proceswaarde hoger dan bovengrens sensor of kalibratie
- >> 21,6 mA; Sluiting of storing

Vaak zijn in transmitters ook andere grenswaarden in te stellen.